# Sorosphaeroidea
Sorosphaeroidea es un género de foraminífero bentónico considerado un sinónimo posterior de Webbinelloidea de la familia Lacustrinellidae, de la superfamilia Psammosphaeroidea, del suborden Saccamminina y del orden Astrorhizida. Su especie tipo era Sorosphaeroidea polygonia. Su rango cronoestratigráfico abarcaba el Devónico medio.

## Discusión
Clasificaciones previas incluían Sorosphaeroidea en la subfamilia Hemisphaerammininae, de la familia Hemisphaeramminidae, de la superfamilia Astrorhizoidea, así como en el suborden Textulariina del orden Textulariida, o bien en el Orden Lituolida.

## Clasificación
Sorosphaeroidea incluía a las siguientes especies:
- Sorosphaeroidea pentachora †
- Sorosphaeroidea polygonia †
- Sorosphaeroidea trichora †